# 李花善
李花善（韓語：이화선，1980年2月29日—），韓國女演員。

## 演出作品

### 電視劇
- 2001年：KBS《總是忐忑不安》
- 2004年：MBC《來自朝鮮》
- 2006年：KBS《葡萄園裏的那男子》
- 2009年：tvN《三個男人》
- 2011年：MBC《千次的吻》飾演 車明熙
- 2018年：SBS《江南醜聞》飾演 尹科長

### 電影
- 2005年：《Quiz King》（客串）
- 2006年：《Seducing Mr. Perfect》（客串）
- 2007年：《色即是空2》
- 2009年：《婚禮之後》